# تياغو كاردوزو
تياغو كاردوزو (بالإسبانية: Thiago Cardozo)‏ هو لاعب كرة قدم أوروغواياني في مركز حراسة المرمى، ولد في 31 يوليو 1996 في خوان لاكازي ‏ في الأوروغواي. لعب مع بنيارول.

## وصلات خارجية
- تياغو كاردوزو على موقع الاتحاد الدولي (مؤرشف)  (الإنجليزية)
- تياغو كاردوزو على موقع قاعدة بيانات كرة القدم.إي يو (الإنجليزية)
- تياغو كاردوزو على موقع Soccerway.com (الإنجليزية)
- تياغو كاردوزو على موقع عالم كرة القدم.نت (الإنجليزية)